# Elliott Cresson
Elliott Cresson (né le 2 mars 1796 – mort le 20 février 1854) est un philanthrope américain, fondateur de la Philadelphia School of Design for Women, qui a laissé son nom à la médaille Elliott Cresson, la plus prestigieuse distinction du Franklin Institute. Fidèle de la Société religieuse des Amis (les Quakers), cet abolitionniste fut l'âme de la section de Philadelphie de l’American Colonization Society, qui joua un rôle-clef dans l'organisation des départs d'anciens esclaves et d'Afro-américains vers les colonies du Liberia,.

## Biographie

### Jeunesse
Cresson est né à Philadelphie, Pennsylvanie le 2 mars 1796. Représentant de la septième génération des Cresson ayant immigré en Nouvelle-Angleterre, il était le fils aîné de John Elliott Cresson (†1814) et de Mary Warder-Cresson. Il vécut jusqu'à sa mort avec sa mère dans la maison familiale du n°730 Sansom Street.
En 1818, Caleb Cresson, Jr., son oncle, le mit à la tête de la société prospère qu'il avait lui-même fondée ; mais dès 1824, Elliott Cresson se retirait des affaires pour se consacrer à ses projets philanthropiques.

### Les colonies du Liberia
Cresson s'intéressa très tôt à l'idée d'aider les esclaves libérés ou en fuite à s'établir en Afrique, idées partagées à la fin des années 1820 par l’abolitionniste bostonien William Lloyd Garrison. Cresson constatait que les ex-esclaves, entourés de blancs aisés, avaient peu d'espoir de s'élever dans la société américaine. Il pensait qu'un nouveau départ dans une société de culture noire aurait un effet bénéfique sur les anciens esclaves. Il adhéra à la Young Men's Colonization Society, antenne locale de l’American Colonization Society, et s'imposa bientôt comme le principal militant du mouvement. Dès 1830, Cresson constata des négligences désastreuses dans la gestion des fonds de l’organisation nationale et mit en garde les autres membres.
En 1832–1833, Cresson partit en tournée en Angleterre et au Liberia pour promouvoir la cause. Il fédéra les antennes de Philadelphie et de New York autour d'une action décentralisée. Le groupe de Philadelphie subventionna la création de Port-Cresson (aujourd'hui Buchanan (Liberia)) pour permettre aux colons noirs de contrôler l'embouchure du fleuve Saint-John et d'empêcher l'embarquement de 1 200 esclaves par mois. Cresson arriva au Liberia au début de 1833 pour participer à la création de cette colonie, inspiré en cela par un poème de Lydia Sigourney.
En 1833, Garrison se mit à décrier les tentatives de l'American Colonization Society, dans laquelle il ne voyait qu'un prolongement de l'esclavage. Cresson tenta de mettre un terme à la campagne de Garrison et lui écrivit par deux fois pour le convaincre ; malgré cela, le siège fédéral mit sur son compte la dissolution des antennes du Sud.
La colonie de Port-Cresson fut en 1835 la proie d'un raid des tribus Bassa, poussées par les trafiquants d’esclaves espagnols : tous les bâtiments furent détruits, 20 des 126 colons furent tués, les survivants parvenant à se réfugier dans la colonie voisine d’Edina. Un mois plus tard, une nouvelle colonie voyait le jour à Bassa Cove.
Finalement, sous l'impulsion de Cresson et de ses collègues de New York, l’American Colonization Society se réforma, et en premier lieu quant à son organisation fiscale. Cresson traversa les états sudistes à la fin des années 1830 pour promouvoir la colonisation au Liberia, et écrivit en 1840 que toute cette région des Etats-Unis, et notamment le Kentucky, était prête à renvoyer ses esclaves au Liberia. L’émancipation des esclaves paraissait alors passer par leur évacuation d'Amérique du Nord. Les propriétaires d'esclaves esperaient une indemnisation pour le renvoi de leurs esclaves.

### L'Institut Franklin

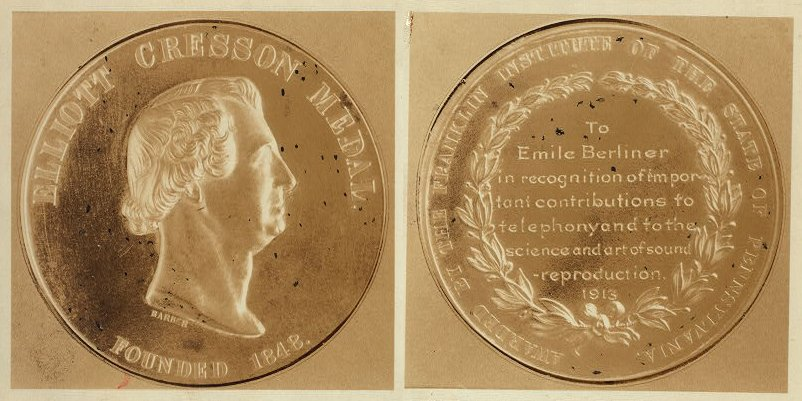
La Médaille Elliott Cresson attribuée en 1913 à Emile Berliner est conservée par la Library of Congress

Au début de l'hiver 1824, Cresson fut coopté par le Franklin Institute, dont il devint membre à vie. En 1846, il annonça son intention de subventionner un prix et en 1848, Cresson fit une donation de 1 000 $ pour la médaille Elliott Cresson, médaille d'or récompensant « une découverte dans les Arts et Sciences, l'invention ou l'amélioration d'une machine utile, d'un procédé ou d'une combinaison de matériaux dans l'industrie, l'habileté ou la perfection dans la fabrication. » Cette médaille fut décernée pour la première fois en 1875 à six lauréats.
Cresson proposa en 1850 de décerner l'année suivante des médailles d'argent aux plus gros producteurs de café, de sucre, de coton et d'huile de palme des colonies pennsylvaniennes du Liberia. L'Institut Franklin adopta la proposition, sans toutefois jamais l'appliquer.

### L'enseignement supérieur pour les femmes
En 1850, Sarah Worthington King Peter sollicita l'Institut Franklin afin qu’il fasse de sa classe de dessin, fréquentée par 20 jeunes femmes, une antenne de cette fondation, et de fait l'Institut Franklin géra et supervisa les activités de la Philadelphia School of Design for Women de 1850 à 1853 ; puis 17 membres furent chargés de gérer l'école à partir de 1853. Cresson était de ces 17 directeurs, et fut élu président dès le premier conseil, mais sa mort mit un terme à ses projets.

### Le collectionneur
Cresson écrivit en 1829 à James Madison pour demander à l'ex-président des Etats-Unis, alors âgé de 79 ans, et l'un des derniers Pères fondateurs encore vivant, de lui écrire afin de disposer d'un autographe et si possible de lui fournir un autographe de George Washington et de Thomas Jefferson.
Cresson devint membre de l'Athénée de Philadelphie, une bibliothèque d'ouvrages rares. Il a financé la construction d'un étage de la Pennsylvania Academy of the Fine Arts et a légué à la ville de Philadelphie un fonds destiné à réaménager les allées arborées de la cité, pour « en bannir les déchets étrangers comme le peuplier de Lombardie, les ailantes, le mûrier à papier et les exotismes du même genre. »

## Postérité
Cresson est mort à Philadelphie de gangrène à 58 ans le 20 février 1854. Il est inhumé au cimetière de The Woodlands à Philadelphie. Il a laissé son nom à Cresson (Pennsylvanie).
Cresson a légué par testament 500 $ à l'artiste Thomas Sully, qui avait peint deux portraits de lui (en 1824 et en 1849), ainsi qu'à William Bacon Stevens, le recteur de l'église St. Andrew's de Philadelphie, historien de la Géorgie. Ses autres héritiers sont les trois fils de sa sœur Sara, et l’Athénée de Philadelphie.
L’Institut Franklin a continué à attribuer la médaille Elliott Cresson jusqu'en 1998 , date à laquelle les prix de cette académie ont été regroupés sous la dénomination de « médailles Benjamin Franklin. » Au total, ce prix a été attribué à 268 individus ou entreprises.